# Tina Brown
Christina Hambley Brown (21 de noviembre de 1953), más conocida como Tina Brown, es una periodista, autora y editora británica. 
Estudió en la Universidad de Oxford.
Es redactora jefe de The Daily Beast y Newsweek y ha sido directora de Tatler, Vanity Fair (1984-1992), y The New Yorker (1992-1998).
Está casada con el periodista británico Harold Evans. Es madre de dos hijos.